# Schweiz herrlandslag i ishockey
Schweiz herrlandslag i ishockey representerar Schweiz i ishockey på herrsidan. Första matchen spelades den 10 januari 1910, vid Europamästerskapet 1910 i Les Avants, där man förlorade med 0–1 mot Belgien. Bästa resultatet är VM-silver 1935 (då Schweiz även blev Europamästare), 2013, 2018, 2024 och 2025.

## Historik
Schweiz tillhörde de bättre europeiska lagen från början av 1920-talet till mitten av 1950-talet. 1926 blev Schweiz Europamästare och 1935, 1939 och 1950 bästa europeiska lag vid VM-turneringarna, vilket också gav landet EM-guld för respektive år. Efter VM-brons 1953 gick Schweiz tillbaka i kvalitet och fick ett antal gånger spela i VM:s B-grupp, och 1969 och 1974 i C-gruppen. De första stora framgångarna kom i VM 1992 i Tjeckoslovakien och i hemma-VM 1998 där Schweiz nådde semifinal, medan de första medaljerna efter VM-bronset 1953 kom i VM i Sverige 2013 och i VM i Danmark fem år senare där Schweiz tog VM-silver, båda gångerna efter finalförlust mot Sverige.
Säsongen 2022–2023 deltog Schweiz för första gången i Euro Hockey Tour, och fick därmed även arrangera Swiss Ice Hockey Games i mitten av december. Detta berodde på att Ryssland stängts av från internationella tävlingar som en följd av Rysslands invasion av Ukraina i februari 2022.
Vid Världsmästerskapet i Tjeckien i maj 2024 tog Schweiz återigen silver, denna gång efter finalförlust med 0–2 mot Tjeckien i Prag. Vid 2025 års turnering i Sverige och Danmark gick Schweiz ännu en gång till final, väl där föll man med 0–1 mot USA efter förlängning i Avicii Arena i Stockholm. Men tack vare den insatsen hamnade de på 3:e plats på världsrankningen, vilket är deras bästa placering någonsin.

## VM-statistik

### 1920-2006
| VM-Turneringar    | Matcher | Segrar | Oavgjorda | Förluster | Gjorda mål | Insläppta mål | Poäng |
| ----------------- | ------- | ------ | --------- | --------- | ---------- | ------------- | ----- |
| A-VM              | 263     | 91     | 26        | 146       | 844        | 1129          | 208   |
| B-VM/Division I   | 157     | 85     | 18        | 54        | 676        | 532           | 188   |
| C-VM/Division II  | 12      | 10     | 0         | 2         | 104        | 13            | 20    |
| D-VM/Division III | 0       | 0      | 0         | 0         | 0          | 0             | 0     |

### 2007-
| VM-Turneringar | Matcher | Segrar | Förluster | Sudden deaths-/Straffläggningssegrar | Sudden deaths-/Straffläggningsförluster | Gjorda mål | Insläppta mål | Poäng |
| -------------- | ------- | ------ | --------- | ------------------------------------ | --------------------------------------- | ---------- | ------------- | ----- |
| VM             | 72      | 30     | 27        | 5                                    | 10                                      | 177        | 189           | 110   |
| Division I     | 0       | 0      | 0         | 0                                    | 0                                       | 0          | 0             | 0     |
| Division II    | 0       | 0      | 0         | 0                                    | 0                                       | 0          | 0             | 0     |
| Division III   | 0       | 0      | 0         | 0                                    | 0                                       | 0          | 0             | 0     |

- ändrat poängsystem efter VM 2006, där seger ger 3 poäng istället för 2 och att matcherna får avgöras genom sudden death (övertid) och straffläggning vid oavgjort resultat i full tid. Vinnaren får där 2 poäng, förloraren 1 poäng.

## Profiler
- Martin Plüss
- Martin Gerber
- Marcel Jenni
- David Aebischer
- Mark Streit
- Reto von Arx
- Jonas Hiller
- Dean Kukan